# Эличе
Эличе (итал. Elice) — коммуна в Италии, расположена в регионе Абруццо, подчиняется административному центру Пескара.
Население составляет 1731 человек, плотность населения составляет 124 чел./км². Занимает площадь 14 км². Почтовый индекс — 65010. Телефонный код — 085.
Покровителем коммуны почитается святитель Мартин Турский, празднование 11 ноября.